# World Association for Sexual Health
World Association for Sexual Health är en paraplyorganisation för föreningar och personer som arbetar med Sexuell och reproduktiv hälsa och rättigheter, mest med fokus på sexuell hälsa. Den grundades 1978.
I Sverige representeras organisationen av Svensk förening för sexologi som har till ändamål att främja vetenskapligt utbyte och praktiskt samarbete inom området sexologi samt att verka för att sexologiska kunskaper tillvaratages och tillämpas. den är även medlemsorganisation i Nordic Association for Clinical Sexology (NACS) 
och European Federation of Sexology (EFS). 